# Фолијација
Фолијација је систем пенетративних пукотина на стенској маси. Обично се јавља у стенама које су биле изложене компресији у току регионалног метаморфизма, што је типично код орогених појасева. Стене, у којима се обично јавља фолијација, су аргилошист, филит, шкриљци и гнајс. Кливаж, који је типичан код аргилошиста јавља се услед паралелног раста микроскопских кристала минерала из групе филосиликата. У гнајсу је фолијација представљена слојевитошћу, која се јавља услед сегрегације минералних фаза. Стене у којима се јавља фолијација називају се још и S-тектонити.

## Механизми формирања
Фолијација се обично формира по предиспонираној оријентацији минерала у стени.
Фолијација је резултат неке физичке силе, и њеног ефекта на раст минералних зрна. Фолијација се формира у равни која је нормална на правац најмањег дејства стреса (нормално на елемент стреса {\displaystyle \sigma _{3}}). У зонама смицања, међутим, раван у којој се јавља фолијација, не мора бити нормална на правац најмањег дејства стреса, због ротације, транспорта и скраћивања.
Фолијација може бити формирана поравнањем минерала из групе филосиликата и минерала из групе глина. Тај процес настаје услед физичке ротације минерала унутар стена. Понекад је ова фолијација повезана са дијагенетским метаморфизмом и термалним метаморфизмом ниског степена. Фолијација може бити паралелна са првобитном седиментном слојевитошћу, али је обично постављена под неким углом у односу на слојевитост.